# 弗朗索瓦·科尔比耶
弗朗索瓦·科爾比耶（法語：François Corbier，發音：[fʁɑ̃swa kɔʁbje]；1944年10月17日—2018年7月1日）是法國電視節目主持人兼詞曲作者。